# Embken

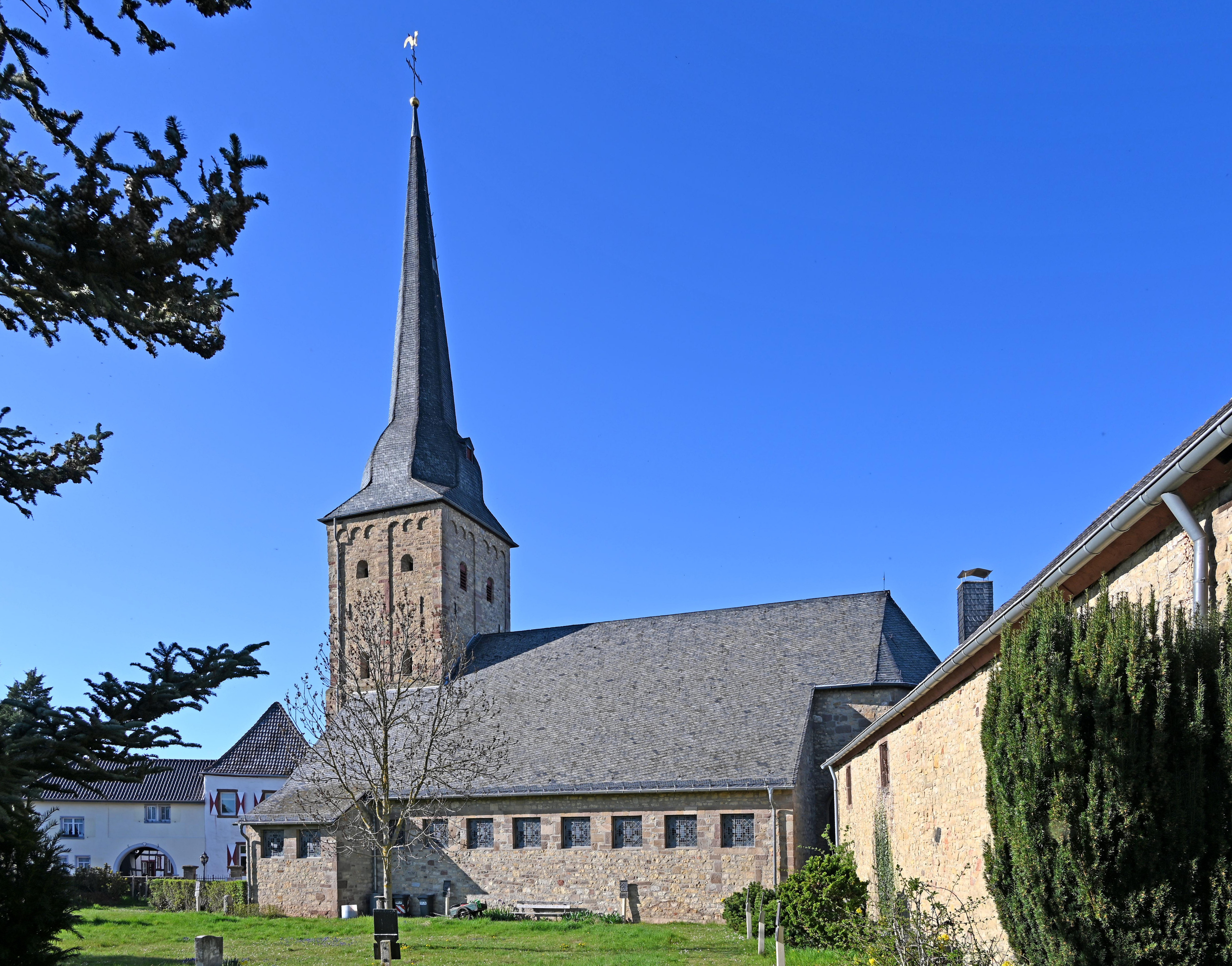
Die Kirche St. Agatha

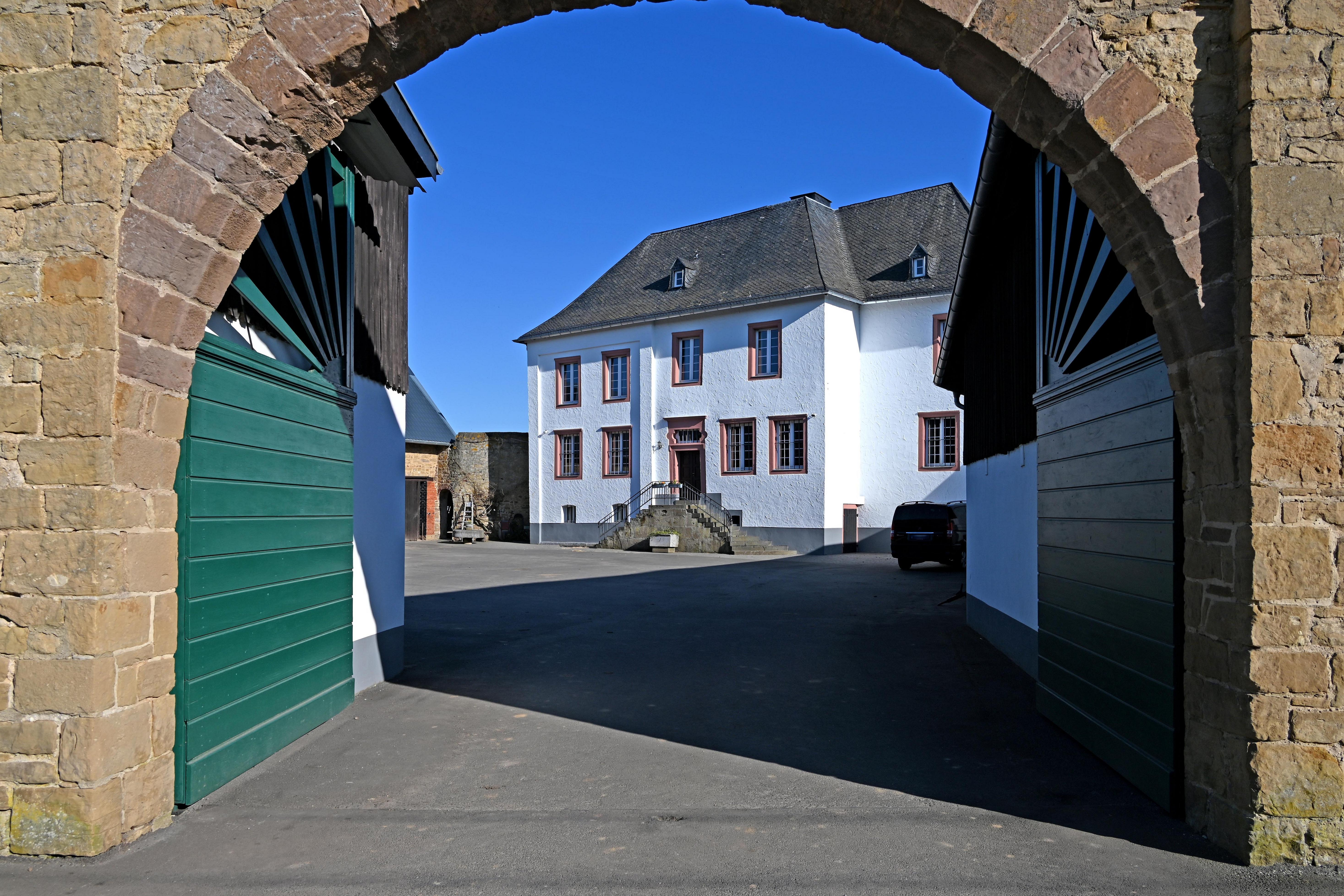
Herrenhaus, ehemalige Wasserburg

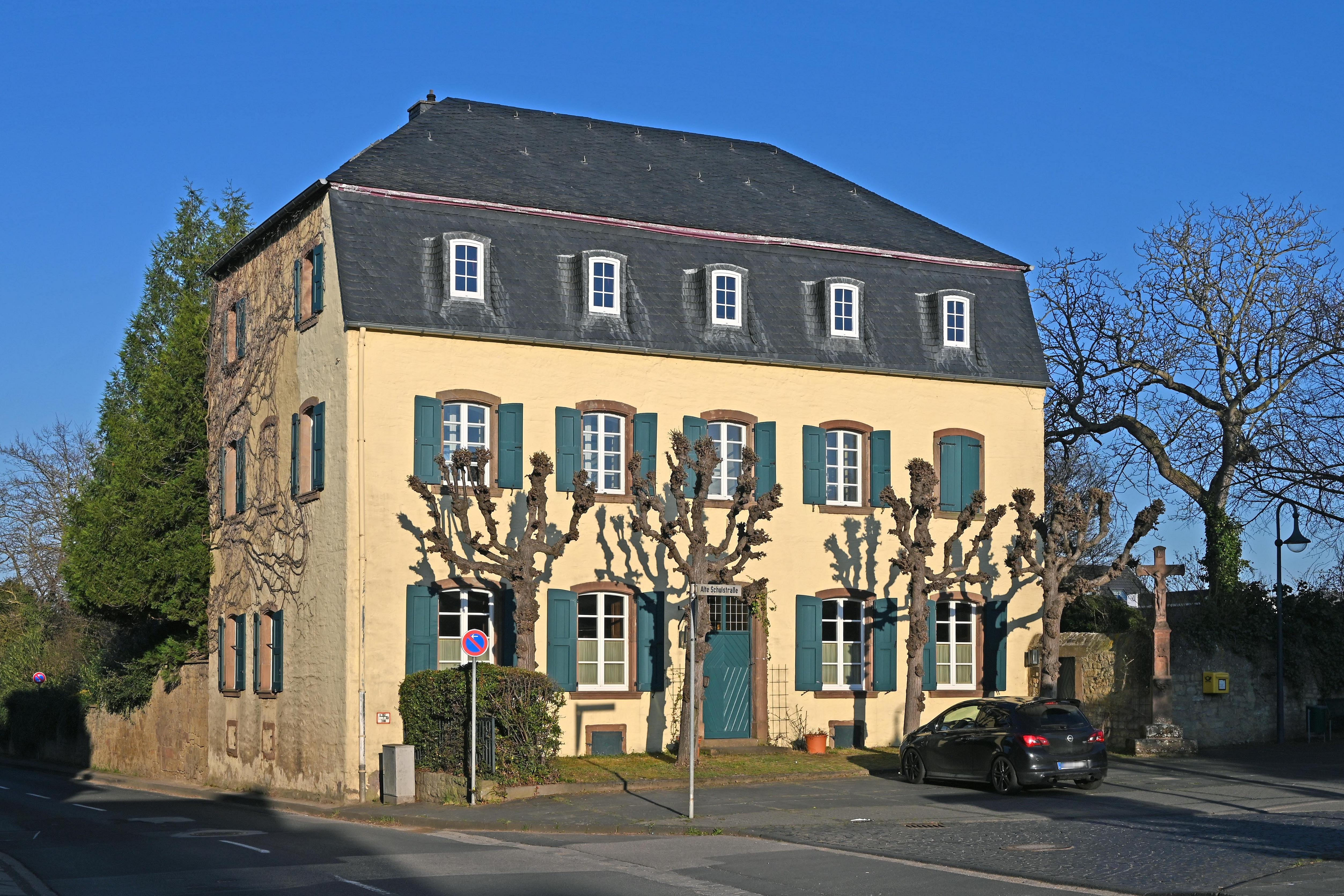
Ehemalige Alte Post

Embken ist ein Stadtteil der Stadt Nideggen im Kreis Düren in Nordrhein-Westfalen.

## Lage
Embken liegt am Rand der Zülpicher Börde mitten im Gebiet der devonischen Muschelkalkkuppen mit einer äußerst seltenen Flora am Neffelbach. Der Ort liegt auf rund 180 m bis 229 m ü. NHN.
Nachbarorte sind Wollersheim, Muldenau, Ginnick (Gemeinde Vettweiß) und Juntersdorf (Stadt Zülpich).

## Geschichte
Viele Bodenfunde aus der Römer- und Frankenzeit lassen auf eine frühe Besiedlung schließen. Zum Ende des Mittelalters war Embken mit 25 Lehenshöfen der reichste Ort im Amt Nideggen. In Richtung Burg Gödersheim wurden zehn Matronensteine, die den Matronae Veteranehae gestiftet waren, gefunden.
Embken ist aus einem merowingischen Königsgut entstanden, das über Plektrudis, die Gemahlin Pippins, an das Stift Maria im Kapitol zu Köln kam.
Am 1. Januar 1972 wurde Embken in die neue Stadt Nideggen eingemeindet. Nach dem Urteil des Oberverwaltungsgerichts vom 4. August 1972 verblieb Embken bei Nideggen, dem vorläufig die Bezeichnung Stadt aberkannt wurde.

## Kirche
In der aus dem 16. Jahrhundert stammenden Pfarrkirche St. Agatha wird eine Reliquie des St. Urbanus, des Schutzpatrons der Weinbauern, aufbewahrt. Embken gehört zum Erzbistum Köln.
1866 gab es in Embken eine jüdische Gemeinde mit einer eigenen Betstube, noch heute findet sich außerhalb des Ortes ein jüdischer Friedhof (in der Nähe von Nicksmühle).

## Wirtschaft
Früher war Embken ein reiches Weinbaugebiet. Die Weinreben wuchsen an den sanft aufsteigenden Hängen der Eifel.
Am Ortsrand von Embken befindet sich ein Gewerbegebiet. Durch die großen Gutshöfe hat sich der Ort aber seinen ländlichen Charakter bewahrt.

## Vereine, Vereinigungen
- SG Voreifel 1995 e. V.
- Maijonge Embken
- Tambourcorps Embken
- FC Blau-Weiß Embken 1946 e. V.
- Dorfkartell Embken (Karneval)
- Trägerverein Lehrschwimmbecken Embken e. V.

## Verkehr
Von 1911 bis 1957 fuhr von Düren-Distelrath über Nörvenich und Zülpich Stadt die Kleinbahn der Dürener Kreisbahn (DKB) nach Embken.
Heute stellen die Busse des Rurtalbus auf den Linien 211, 218, 231, 233, 291 und 298 den Personennahverkehr sicher. Bis zum 31. Dezember 2019 wurde die Linie 218 von der DKB, die Linien 231, 233 und 298 vom BVR Busverkehr Rheinland bedient.
| Linie | Verlauf |
| ----- | --- |
| 211   | Düren Bf/ZOB – StadtCenter – Kaiserplatz – Krauthausen – Niederau – Kreuzau – Drove – Thum – Thuir (– Muldenau – Embken) – Berg |
| 218   | Zülpich Adenauerpl./Schulzentr. – Frankengraben – Geich – Füssenich – Juntersdorf – Embken |
| 231   | Froitzheim – Ginnick – Embken – Wollersheim – Vlatten – Heimbach Bf – (Hasenfeld – Schwammenauel – Kermeter – Urfttalsperre/Hastenbach / Abtei Mariawald) / (Hergarten – Düttling) – Wolfgarten – Gemünd – Nierfeld – Olef – Schleiden |
| 233   | Zülpich Bf – Zülpich Frankengraben – Hoven – Langendorf – Bürvenich – Eppenich – (Embken –) Wollersheim – Berg – Nideggen |
| 291   | Düren Bf/ZOB – StadtCenter – Kaiserplatz – Stockheim – Soller – Frangenheim – Froitzheim – Ginnick – Embken – (Muldenau ←) Wollersheim – Vlatten |
| 298   | Düren Bf/ZOB – StadtCenter – Gneisenaustraße – Binsfeld – Rommelsheim – Bubenheim – Jakobwüllesheim – Vettweiß – Froitzheim – (Ginnick ← Embken ← Juntersdorf ←) Füssenich – Geich – Zülpich Post – (Zülpich Bf –) Zülpich Frankengraben – (Adenauerpl./Schulzentr. –) (Nemmenich –) Ülpenich – (Enzen –) Dürscheven – Elsig – Euenheim – Euskirchen Berufskolleg – Euskirchen Bf |

Der Ort ist von Wollersheim, Thum (Kreuzau) und Zülpich aus durch ein gut ausgebautes Straßennetz erreichbar.

## Sehenswertes
Die Wassermühle Embken (Nicksmühle) aus dem 16. Jahrhundert hat das größte heute noch funktionierende Wasserrad der Region. Die Mühle kann besichtigt werden. Dort wird noch Getreide gemahlen.

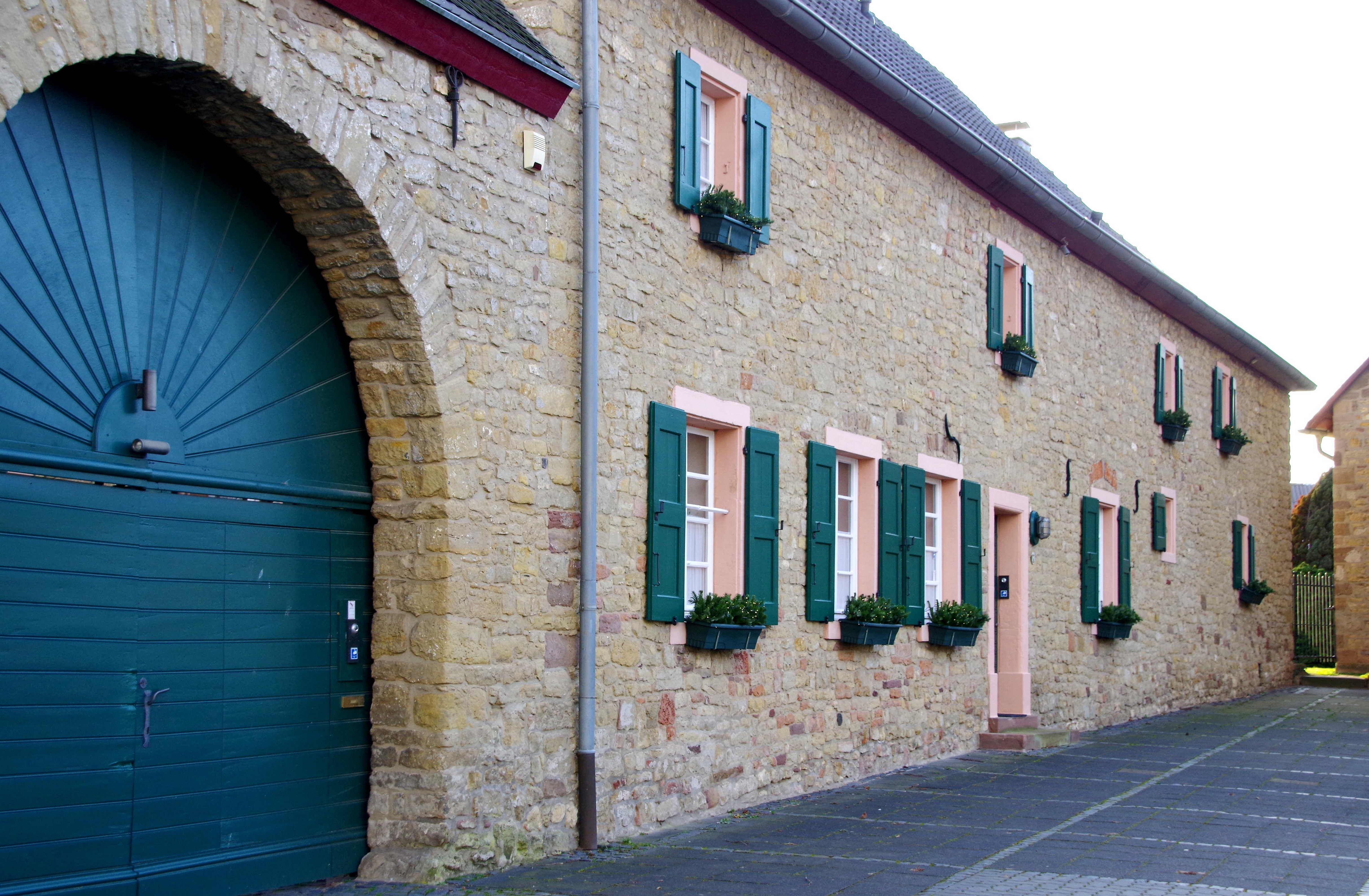
Ehem. Frohnhof
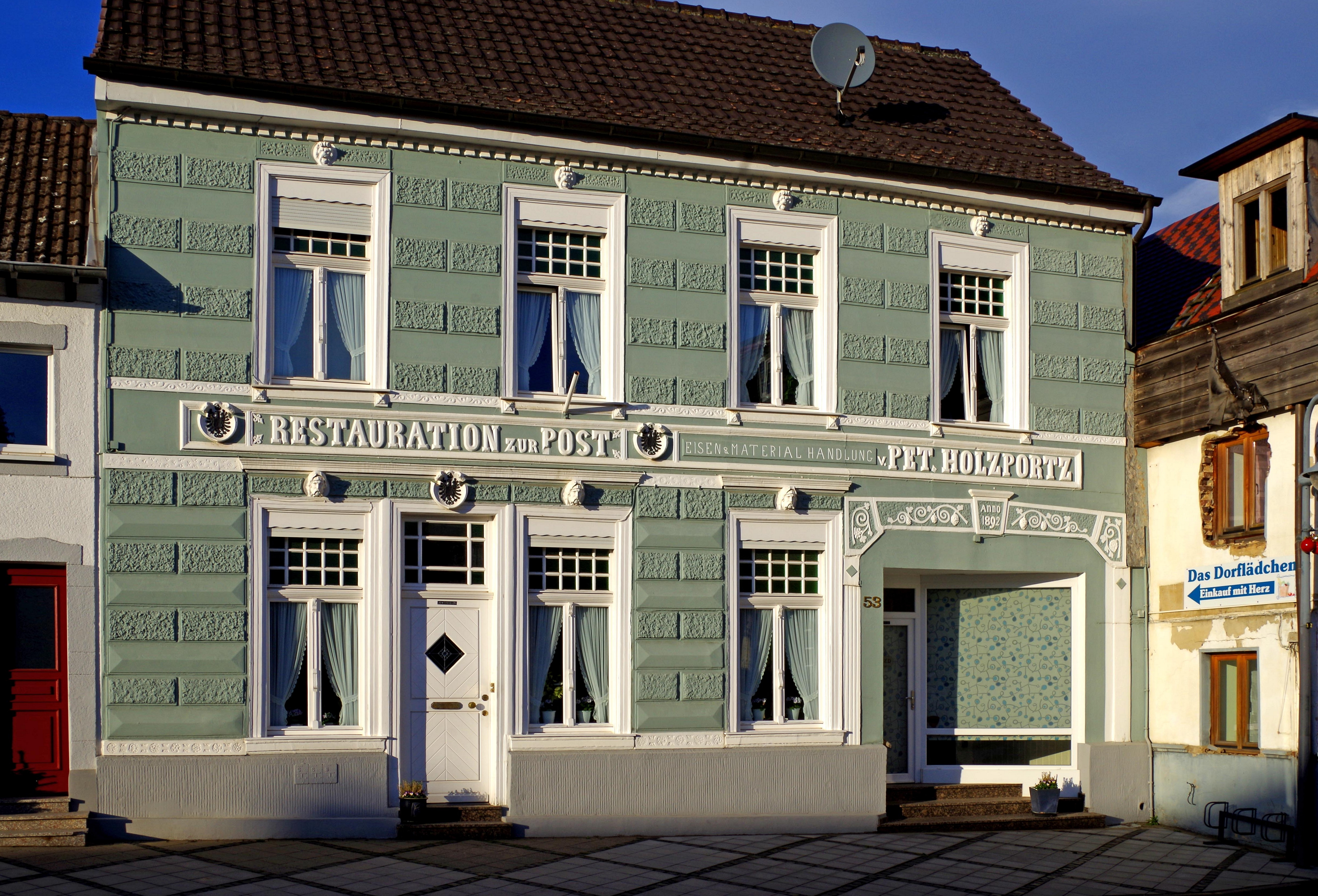
Eh. Gasthaus Zur Post
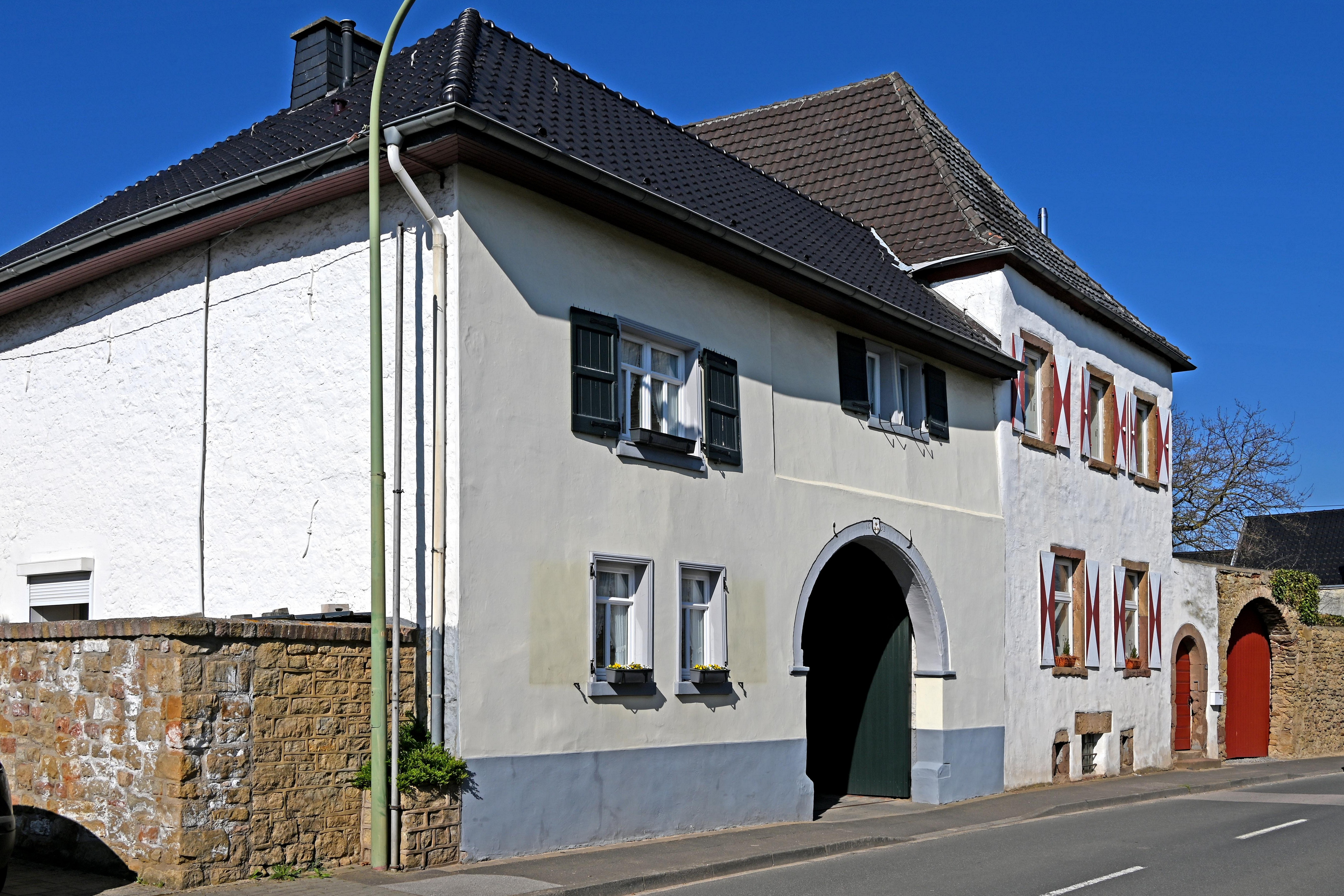
Gutshof, Torbogen 1693
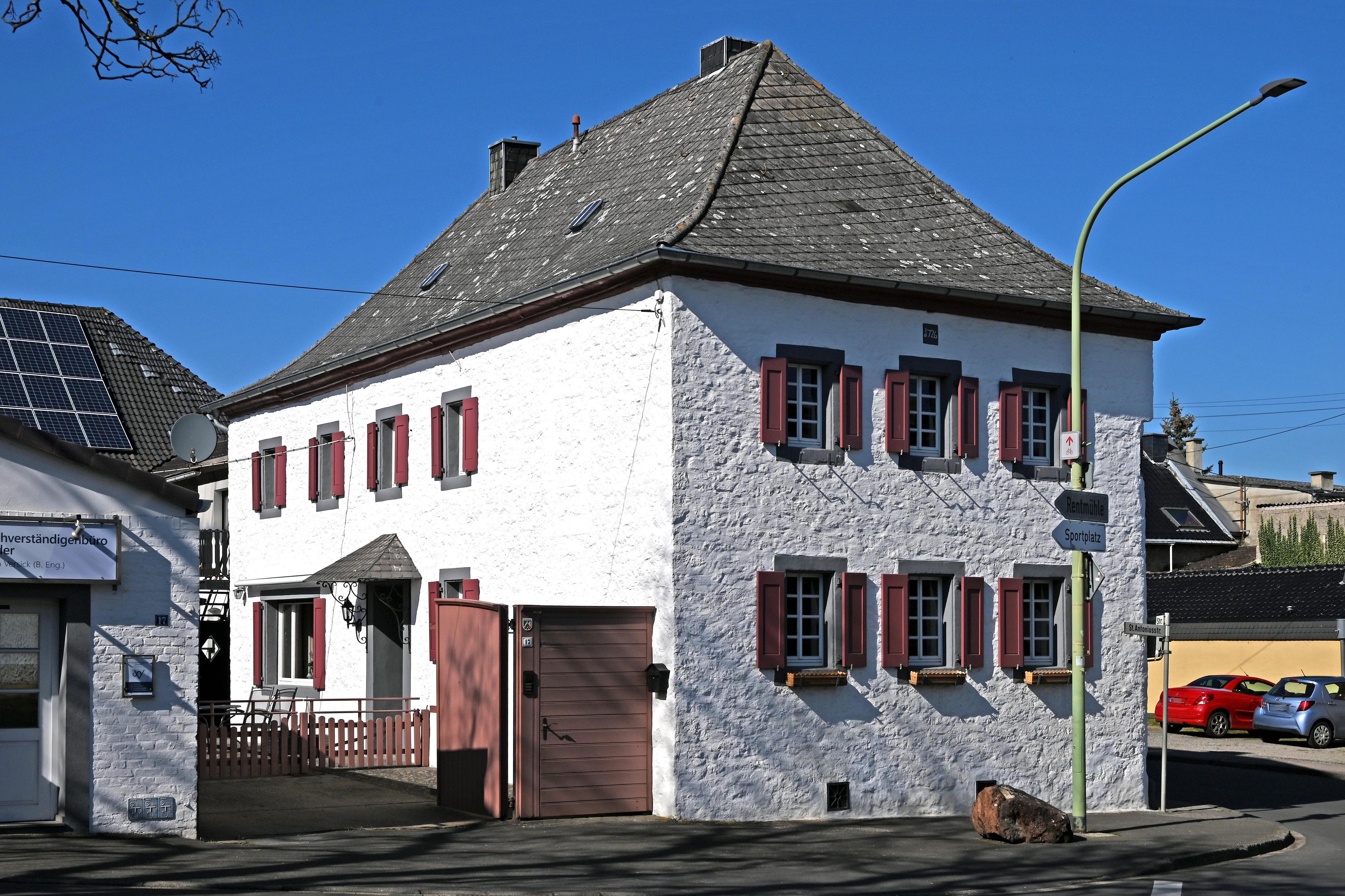
Hof von 1726
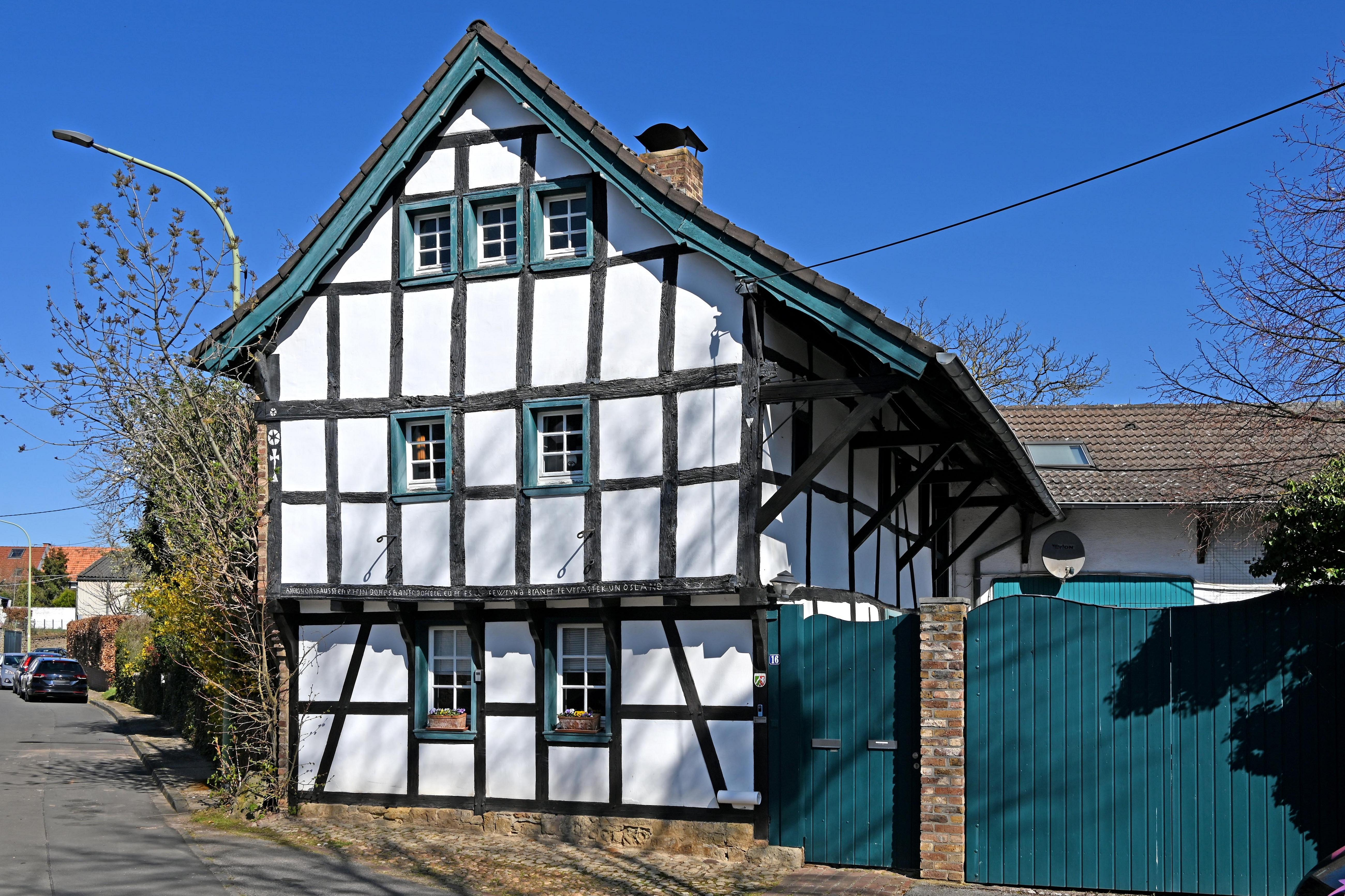
Fachwerkhaus von 1631

## Sonstiges
- Im Frohnhof hatte Verona Feldbusch, heute Verona Pooth, ihren Geschäftssitz.
- Im Wettbewerb Unser Dorf hat Zukunft konnte Embken in den 1980er Jahren Preise erringen.
- In Embken gibt es eine katholische Grundschule mit Turnhalle und Lehrschwimmbecken.
- Bei Embken liegt das Wasserwerk des Wasserleitungszweckverbandes der Neffeltalgemeinden.

## Persönlichkeiten
- Peter Joseph Elvenich (1796–1886), röm.-kath. Theologe und Hochschullehrer für Philosophie, geboren in Embken.
- Walter Cüppers (1925–2016), in Embken geborener Maler und Plastiker
- Daniel Schöller (* 5. August 1977), der Gewinner aus der 9. Big-Brother-Staffel, ist in Embken geboren und aufgewachsen. Inzwischen wohnt er wieder in seinem Heimatort.[4]